# Brest Challenger 1989
Il Brest Challenger 1989 è stato un torneo di tennis facente parte della categoria ATP Challenger Series nell'ambito dell'ATP Challenger Series 1989. Il torneo si è giocato a Brest in Francia dal 23 al 29 ottobre 1989 su campi in cemento indoor.

## Vincitori

### Singolare
Veli Paloheimo ha battuto in finale  Olivier Delaître con il punteggio di 6–2, 6–2.

### Doppio
Patrick Galbraith /  Joey Rive hanno battuto in finale  Olivier Delaître /  Thierry Tulasne con il punteggio di 6–4, 6–1.